# Гней Апроний
Гней Апроний (лат. Gnaeus Apronius; умер после 266 года до н. э.) — римский политический деятель из плебейского рода Апрониев, эдил предположительно в 267 году до н. э. Упоминается в источниках только в связи с эдилитетом: Гней и его коллега Квинт Фабий избили послов из Аполлонии и поэтому были выданы аполлонийцам. 